# Barreda
Barreda est une localité de la province de Cantabrie en Espagne, située au nord de Torrelavega.
Sa population était de 2 828 habitants en 2006.